# Crkvice
Crkvice (cirílico serbio/montenegrino: Црквице) es un pueblo en los montes Orjen, en Montenegro y es conocido por ser el lugar con más precipitaciones de Europa. La precipitación media anual para el período 1931-1960 fue de 4927 mm/m² y para 1961-1990 4631 mm/m². Las mayores cantidades por año sobrepasan 7000 mm/m² con un récord absoluto histórico de 8036 mm/m² (1937).

## Clima
Crkvice está dentro del cinturón subtropical mediterráneo. Mientras que los veranos son cálidos y soleados, el otoño, el invierno y la primavera son temporada de lluvias. Una peculiaridad de los Dinarides litorales es el régimen de precipitaciones puesto que Orjen recibe las precipitaciones más intensas de Europa. Como la lluvia monzónica está distribuida por estaciones, así las tormentas de noviembre a veces vierten 2000 litros de agua en varios días, mientras que agosto es frecuentemente totalmente seco lo que provoca incendios forestales. Con una descarga máxima de 350 m³/s de agua uno de los nacientes más grandes del carst, el manantial de Sopot, es un indicador notable de esta estacionalidad. La mayor parte del tiempo está inactivo, pero después de lluvias intensas aparece una destacada cascada 20 metros por encima de las Bocas de Kotor.
*
Sistema de clasificación de Köppen
Dos sistemas de viento son destacables por su significado ecológico: el bura ("bora") y el jugo ("siroco"). Fuertes y fríos vientos catabáticos de tipo bora aparecen en el invierno y son muy severas sobre todo en las Bocas de Kotor. Hay ráfagas que alcanzan 250 km/h y pueden llevar a una caída significativa de las temperaturas en varias horas con heladas problemáticas para la mayor parte de las culturas mediterráneas. Las situaciones de tiempo bora son frecuentes y los marineros vigilan las montañas puesto que las nubes que tapan las cumbres son un indicador del bora. El siroco que llaman jugo es una cálida lluvia húmeda y es importante porque lleva consigo lluvias intensas. Aparece a lo largo del año, pero usualmente se centra en el otoño y la primavera.
*
Precipitaciones mensuales y anuales en Dalmacia, Herzegovina y Montenegro